# Leslie Mandoki
László Mándoki, dit Leslie Mandoki, né le 7 janvier 1953 à Budapest, est un chanteur, batteur et réalisateur artistique hongrois.

## Biographie
László Mándoki étudie la batterie et les percussions à l'université de musique Franz-Liszt, à Budapest, dans les années 1970. À cette époque, il est le leader d'un groupe local de jazz-rock influencé notamment par Cream et Jethro Tull. En juillet 1975, avec Gábor Csupó et plusieurs autres membres de l'opposition étudiante, il fuit la Hongrie pour aller à Munich en Allemagne, afin d'éviter des poursuites par le gouvernement communiste.
Il se fait connaître en jouant dans le groupe allemand Dschinghis Khan, formé en 1979, qui atteint la quatrième place au concours Eurovision de la chanson la même année. Il se produira régulièrement dans l'émission Hit-Parade sur la ZDF entre 1979 et 1982.
Leslie Mandoki a collaboré avec de nombreux artistes, notamment Engelbert Humperdinck, Joshua Kadison, Phil Collins, Lionel Richie, mais aussi No Angels, Jennifer Rush ou le rappeur Sido.

## Télévision
En 2009, il joue un rôle dans trois épisodes d'une série télévisée allemande Schloss Einstein.

## Distinctions
- Ordre du Mérite de la République de Hongrie (2012)